# Женская сборная Казахстана по хоккею с мячом
Женская сборная Казахстана по хоккею с мячом — представляет Казахстан на международных соревнованиях по хоккею с мячом среди женщин.
В чемпионатах мира среди женщин участия не принимала, но участвовала в чемпионатах мира по ринк-бенди (мини-хоккей с мячом). Дважды завоевывала бронзовые медали на Чемпионатах мира по ринк-бенди.

## Прочие достижения
Ринк-бенди
- Бронзовый призёр чемпионата мира (1994, 1998)[2]